# Cercospora erysimi
Cercospora erysimi är en svampart som beskrevs av Davis 1915. Cercospora erysimi ingår i släktet Cercospora och familjen Mycosphaerellaceae.   Inga underarter finns listade i Catalogue of Life.